# نم‌بینی
نم‌بینی (Hygroscopy) به توان یک ماده در جذب مولکول آب از فضای پیرامون و نگهداری آن گفته می‌شود. این جذب آب می‌تواند به صورت جذب شیمیایی یا جذب سطحی باشد حتی اگر از نظر فیزیکی در ماده تغییراتی ایجاد شود. این جذب با کمک ایجاد افزایش حجم، نقطهٔ جوش یا دیگر خواص فیزیکی آب صورت می‌گیرد.
از جمله موادی که این توانایی را دارند می‌توان به فیبرهای سلولز (مانند کتان و کاغذ)، شکر، کارامل، عسل، گلیسیرین، اتانول، متانول، سوخت دیزل، اسید سولفوریک، بسیاری  نمک‌ها (مانند کلرید سدیم) و ... اشاره کرد.
موادی همچون کلرید روی، کلرید کلسیم، پتاسیم هیدروکسید و سدیم هیدروکسید و بسیاری نمک‌ها آنچنان جاذب آب اند که به نوعی خود در آب حل می‌شوند. یک مادهٔ نم‌بین دوست دارد همیشه خیس باشد.
در تولید مواد پلاستیکی، ویژگی نم‌بینی بسیار اهمیت دارد. برخی پلاستیک‌ها خود نم‌بین اند در حالی که برخی دیگر چنین نیستند.
در طبیعت برخی دانه‌های روغنی بسته به رطوبت هوا می‌توانند آب در خود ذخیره کنند. شیطان خاردار جانوری است که در طول شب رطوبت هوا را از طریق شبنم‌هایی که بر روی بدنش تشکیل می‌شود جذب می‌کند و با کمک مویینگی آب را به دهانش می‌رساند.
در کیک پزی موادی همچون عسل، شکر قهوه‌ای و ملاس به دلیل خاصیت نم‌بینی که دارند برای تولید رطوبت در کیک و جلوگیری از ترد شدن آن کاربرد دارند.

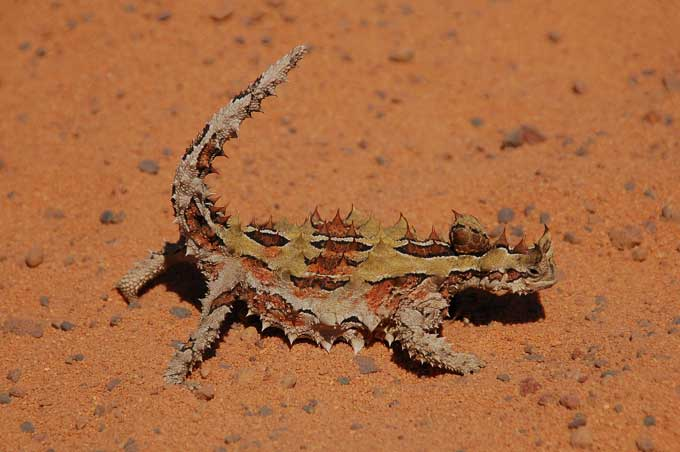
شیطان خاردار